# Inter de Tijuana
El Club Inter de Tijuana fue un equipo de fútbol mexicano que jugó en la Primera División 'A' de México, y tuvo como sede la ciudad de Tijuana, Baja California, México.

## Historia
El equipo se funda en 1988 bajo la Segunda División, este equipo no resultó victorioso en la temporada 1989-90 al llegar a la final y enfrentar al Club León por marcador global de 4-1, para la temporada 1994-95 se le cambia el nombre a la Segunda División por el de Primera División 'A', ahora conocida como Liga de Ascenso. Para el torneo Invierno 96 jugó una temporada bajo el nombre de Tijuana Stars y 1 torneo después, en el verano 97 jugó su última temporada de nuevo bajo el nombre de Inter de Tijuana, siendo su último juego en el estadio Cerro Colorado midiéndose ante el Club Deportivo Marte, ante el cual cayeron por marcador de 1-0, descendiendo a la Segunda División de México.

## Estadio
El Estadio del Cerro Colorado tuvo partidos del Inter de Tijuana, Chivas Tijuana, Nacional Tijuana y al final del Trotamundos de Tijuana.

## Numeralia
Sus números en torneos largos
| Temporada | Posición | JJ | JG | JE | JP | GF | GC | PTS |
| --------- | -------- | -- | -- | -- | -- | -- | -- | --- |
| 1988-1989 | 4        | 23 | 13 | 0  | 33 | ND | ND | 72  |
| 1989-1990 | 1        | 38 | 19 | 13 | 6  | 50 | 32 | 63  |
| 1990-1991 | 7        | 38 | ND | ND | ND | ND | ND | 51  |
| 1991-1992 | 4        | 38 | 18 | 12 | 8  | 53 | 35 | 59  |
| 1992-1993 | 6        | 38 | 15 | 9  | 14 | 56 | 47 | 49  |
| 1993-1994 | 11       | 38 | 10 | 18 | 10 | 44 | 46 | 44  |
| 1994-1995 | 5        | 28 | 11 | 8  | 9  | 35 | 28 | 30  |
| 1995-1996 | 11       | 30 | 10 | 9  | 11 | 30 | 38 | 39  |

Sus números en torneos cortos
| Temporada         | Posición | JJ | JG | JE | JP | GF | GC | PTS |
| ----------------- | -------- | -- | -- | -- | -- | -- | -- | --- |
| Invierno 1996 (*) | 16       | 16 | 4  | 3  | 9  | 35 | 28 | 30  |
| Verano 1997       | 17       | 16 | 2  | 4  | 10 | 13 | 32 | 10  |

## Equipos anteriores
Los siguientes clubes estuvieron alguna vez en Tijuana y han desaparecido debido a que su franquicia fue comprada o descendieron a Segunda División de México:
- Club Tijuana: Cambió de dueño y nombre a Dorados de Tijuana. Desde el 2007
- Tijuana Stars. De 2004 a 2006.
- Trotamundos Tijuana: Se convirtió en Trotamundos Salamanca. De 2003 a 2004
- Nacional Tijuana: De 1999 a 2003.
- Chivas Tijuana: Filial de Chivas. De 1997 a 1999.
- Inter Tijuana. De 1988 a 1997.

- Datos: Q1396335